# Gonzalo Fernández de Córdoba y Mendoza
Gonzalo Fernández de Córdoba y Mendoza (Jaén, c. 1627 – Madrid, 27 de julio de 1702) fue un letrado español que ocupó la presidencia del consejo de Hacienda y del de Cruzada.

## Biografía
De familia noble, hijo de los I condes de Torralva, Íñigo Fernández de Córdoba y Mendoza y Blanca Mejía de Guzmán.
Caballero de la orden de Alcántara. Entró al colegio de Cuenca de Salamanca en 1646. Obtuvo la cátedra cursatoria de Cánones en 1654, y la de Vísperas de Cánones en 1657. En 1657 fue nombrado oidor de la audiencia de Sevilla, y posteriormente de la chancillería de Valladolid. Allí permaneció hasta 1664, cuando pasó al consejo de Órdenes. En 1670 es trasladado al consejo de Castilla. En esta etapa se le dio la presidencia de la Casa de Contratación de Sevilla, y en 1677 la presidencia del consejo de Hacienda. En 1691 fue nombrado comisario general de Cruzada, puesto que ocupó hasta 1701. Falleció en Madrid en 1702.